# ميس بينينجي
ميس بينينجي (الاسم العلمي:Celtis bainingensis) هو نوع غير مؤكد من النباتات يتبع جنس الميس من الفصيلة القنبية.